# Can Planes (Fogars de la Selva)
Can Planes és una obra del municipi de Fogars de la Selva (Selva) inclosa en l'Inventari del Patrimoni Arquitectònic de Catalunya.

## Descripció
Can Planes es tracta d'un mas d'estructura complexa i heterogènia com així ho demostra el fet que el mas està estructurat en tres propietats diferents.
En primer lloc, orientat al nord, tenim Can Planes de baix el qual consta de tres plantes i que està cobert amb una teulada a dues aigües de vessants a laterals. Aquesta part la qual tot fa pensar que va ser totalment remodelada al segle xx, no preserva cap element de la construcció primigènia. Tot i la pèrdua de l'essència originària d'aquesta part, cal destacar dos elements: per una banda la galeria porticada del pis superior a base de la repetició d'arcades de mig punt cobertes en la part frontal per un ampit. Mentre que per l'altra els dos contraforts ubicats en la part esquerra.
Pel que fa a la resolució dels espais exteriors d'aquesta primera part, cal dir que s'ha optat per una solució uniforme com així ho demostra l'arrebossat i pintat de blanc de les respectives façanes.
En segon lloc, orientat a l'oest i en un estrat intermedi trobem Can Planes del mig el qual està cobert amb una teulada a dues aigües de vessants a façana. De ben segur que aquesta part és la primigènia i més antiga com així ho demostra els elements que es conserven en ella com ara el gran portal d'accés quadrangular, equipat amb una mastodòntica llinda monolítica molt ben desbastada i treballada, junt amb els muntants laterals, tot de pedra sorrenca, i amb les impostes retallades en forma de quart de cercle. El portal és un element destacat, però també ho és el ràfec format per quatre fileres: la primera de rajola plana, la segona de rajola en punta de diamant, la tercera de rajola plana i la quarta de teula girada.
Quant a l'acabat dels exteriors, hem de dir que aquesta part presenta una solució idèntica a l'anterior, com és els murs arrebossats i pintats de blanc. Ara bé cal apuntar que l'arrebossat està bastant deteriorat, com així ho apunta el sorgiment de clapes en la façana.
Finalment, orientat al sud trobem Can Planes d'amunt. A diferència de Can Planes de baix i Can Planes del mig els quals estan adossats, Can Planes d'amunt és un edifici totalment exempt, que consta de planta baixa i pis superior i que està cobert amb una teulada a dues aigües de vessants a laterals. El mas està estructurat internament en tres crugies. En la planta baixa trobem tres obertures a destacar especialment el gran portal d'arc de mig punt adovellat, equipat amb unes dovelles de mida gran ben escairades i treballades. En el primer pis tenim tres obertures rectangulars amb llinda monolítica, muntants de pedra i ampit treballat. La del centre presenta en la llinda tres arquets i al costat dels muntants podem contemplar un rellotge de sol.
Tanca la façana en la part superior un ràfec format per dues fileres de teula.
La part esquerra de Can Planes d'amunt ha estat sensiblement ampliada amb un garatge.
Les quatre façanes estan totalment arrebossades i pintades amb una tonalitat blanca pura i en les llindes i muntants de les respectives obertures s'ha optat per la pedra sorrenca.
El magnífic estat de conservació que presenta aquesta part i el caràcter fals dels elements de la façana - portal adovellat, finestra amb arquets i el rellotge de sol- corroboren que Can Planes d'amunt va ser totalment restaurat i remodelat a finals de la dècada dels noranta del segle passat.
Davant de Can Planes d'amunt trobem les restes vivents de l'era, perfectament conservada, on antigament es trillaven els cereals.
Exemptes trobem diverses construccions de treball adreçades a les tasques del camp. Entre aquestes cal destacar les quadres que hi havia entre Can Planes del mig i Can Planes d'amunt, avui desaparegudes, ja que fa uns anys es van esfondrar. En l'espai que anteriorment ocupaven s'ha deixat de separació entre Can Planes del mig i d'amunt.
Quant a l'estat de conservació a nivell general cal dir que és molt bo, fins al punt que no hi ha motius o raons que facin patir per la seva integritat física.
Contemplant fotografies antigues, com ara la del Servei de Patrimoni núm. 26.738, ens adonem que les dues parts de Can Planes de baix i del mig segueixen pràctiament iguals. De Can Planes d'amunt no podem dir res perquè no hi ha cap foto que ens permeti parlar sobre el seu estat anterior.

## Història
El nom de Falgars apareix citat en un document de l'any 922 relacionat amb l'església parroquial de Sant Cypriani et Santa Justa in villa Falgars.
L'any 974 el municipi es troba sota la tutela del papa Benet VI a través de Hildesind, abat de Sant Pere de Rodes. Posteriorment un precepte dictat per Lotari reafirma el 982 aquest lligam.
Més endavant el terme passà a dependre dels vescomtes de Girona, després vescomtes de Cabrera.
En una butlla papal de Lluci III del 1185, consta que el monestir de Breda tenia importants alous a la parròquia de Ramió.
Amb la divisió provincial del 1833 el municipi entrà dins la província de Barcelona, sent l'únic de La Selva que pertany a aquesta demarcació.